# 福田花音
福田花音（日語：福田 花音、1995年3月12日—）是日本女性偶像艺人，出生於埼玉縣。Hello! Project Egg前成員，共生植樹隊及ANGERME（前稱S/mileage）的成員。2015年自Hello! Project毕业。

## 略歷
2004年
- 在「Hello! Project audition 2004」中合格，成為Hello! Project Egg的一員。

2005年
- 11月30日 出演舞台劇「34丁目の奇跡プレビュー公演」
- 12月17日～25日 由愛華みれ主演的音樂劇「34丁目の奇跡」中，與橋本愛奈、ストューカス・ロビン・翔子、小川紗季共同演出。

2006年
- 5月6日 演唱「Nissen On-line 飛行船プロジェクト2006」的宣傳活動歌曲「空がある」，與ストューカス・ロビン・翔子、北原沙弥香、橋田三令共同參加。
- 8月1日 出席「ミュージカル 白蛇伝～White Lovers～」發表會。
- 10月11日 伴隨著音樂劇「白蛇伝」的演出，開設官方部落格。
- 11月8日～26日 出演由安倍夏美主演，在「ル･テアトル銀座」開演的音樂劇「白蛇伝」。

2007年
- 1月2日～4日 在「Hello!Project 2007 Winter ～ワンダフルハーツ　乙女Gocoro～」中伴舞演出。
- 1月27日～28日 在「Hello！Project 2007 Winter ～ 集結！10th Anniversary ～」（横滨体育馆）中伴舞演出。並且參與「Hello!のテーマ」的歌唱。
- 3月24日 出演「エンタメキャッチ」。
- 3月24日～4月4日 出演舞台劇「千歳月」。
- 8月16日 - 19日、演出演劇「再縁!! 千歳月」。
- 9月2日・10月7日、在キッズステーション頻道播出「特番!!ちゃお.TV〜ハロプロエッグのプリンセス決定戦〜」。
- 10月3日 - 11日、演出由吉澤ひとみ主演的演劇「平成レボリューション〜バック トゥ ザ・白虎隊」。
- 10月20日　在「サンストリート亀戸」舉行的「ハロプロエッグデリバリーステーション！02」中出演，在03中也出演而大受歡迎。
- 12月24日、出演「五木ひろしクリスマスディナーショー2007」。

2008年。
- 8月9日 「'08夏　ナイスガールプロジェクト！エモーショナルライブ～ミラクル　セクシー　ダイナマイト～」，出演在「東京厚生年金会館」舉行的東京公演，從egg中被挑選出來，以限定來賓的身份參加。
- 9月20日、在お台場アクアアリーナ舉行的「しゅごキャラ!まつり」中，發表被選為新團體「しゅごキャラエッグ!」的成員。
- 11月27日～12月3日 在音樂劇「リズミックタウン」中以主演身份演出。
- 12月10日 由福田花音.前田憂佳.和田彩花及佐保明梨4人組成團體「 しゅごキャラエッグ！」以出道單曲「みんなのたまご」於2008年12月10日發售。
- 12月20日 出演しゅごキャラエッグ！的「みんなのたまご」發表活動。

2009年
- 5月8日 製作人淳君在部落格發表新團體的名稱為S/mileage（スマイレージ）。
- 5月27日 製作人淳君在部落格發表，將組成新迷你早安。，福田花音是候補成員。
- 12月7日 在Ameba的官方部落格開始。

2010年
- 2月26日 - Twitter開始。
- 3月3日 - 與前田憂佳擔任Inter FM「FIVE STARS」星期三的DJ。
- 3月27日 - 從Hello! Project Egg畢業。

2015年
- 5月20日 - 於Hello! Project YouTube 節目「ハロ！ステ」中宣佈將於2015年秋天正式從Angerme及Hello! Project中畢業。

## 參與團體
- Hello! Project Egg(2004年 - 2010年)
- 共生植樹隊（日语：共生植樹隊）（2005年 - ）
- しゅごキャラエッグ！（2008年 - 2009年）
- 新mini hello。（日语：新mini hello。）（2009年 - ）
- S/mileage（2009年 -2015年 ）
- ZOC（日语：ZOC）（2020年 - ）

## 舞台・音樂劇
- 34街的奇蹟〜Here's Love〜（2005年11月 - 12月）韓麗卡
- 白蛇傳（2006年11月8日 - 26日、路･劇場銀座）
- 千歳月（2007年3月24日 - 4月4日）
- 再續緣！！ 千歳月（2007年8月16日 - 19日）
- 平成革命〜白虎隊回來了（2007年10月3日 - 11日）
- 美女木交匯處（2008年4月23日 - 27日） - 與前田憂佳共同演出。
- 淳君♂THEATER第六彈 啊啊 女子合唱團～光榮的碎片 2008 ～（2008年9月13日 - 15日）
- 節奏城鎮（2008年11月27日 - 12月3日）
- 守護甜心（2008年8月13日 - 23日） - 藤咲撫子
- 戀愛的Hello Kitty（2009年）

## 電影
- 冬季怪談〜我與我與奶奶的物語〜（2009年） - 風間春菜

## 電視動畫
- 變身！公主偶像（2010年4月4日 - 、東京電視台系） - 笹原名月

## CD

### 單曲
- 共生植樹隊　とも生き：木を植えたい

- しゅごキャラエッグ！

1. (2008年12月10日)
2. (2009年2月25日)

- S/mileage

1. （2009年6月7日）
2. （2009年9月23日）

### 專輯
- 共生植樹隊

1. (2006年12月20日)
2. （2008年12月10日）

## 外部連結
- http://ameblo.jp/kanon-fukuda0312 （页面存档备份，存于）
- 巫まろ的X（前Twitter）
- 保守用（福田花音さんではないです）的X（前Twitter）
- YouTube上的巫秘宝館（繁體中文）